# リーマ・サン・ジュゼッペ
リーマ・サン・ジュゼッペ（伊: Rima San Giuseppe）は、イタリア共和国ピエモンテ州ヴェルチェッリ県アルト・セルメンツァに属する分離集落（フラツィオーネ）。
かつては独立したコムーネであったが、2018年1月1日にリマスコと合併して新自治体の一部となった。

## 地理

### 位置・広がり
| コムーネとしてのリーマ・サン・ジュゼッペは、以下のコムーネと隣接していた。括弧内のVBはヴェルバーノ・クジオ・オッソラ県所属を示す。 - アラーニャ・ヴァルセージア - ボッチョレート - カルコーフォロ - マクニャーガ (VB) - モッリア - リマスコ - リーヴァ・ヴァルドッビア |